# Teenage Mutant Ninja Turtles (NES)
Teenage Mutant Ninja Turtles (japonês: 激亀忍者伝, Hepburn: Geki Kame Ninja Den) lit. "Legend of the Radical Ninja Turtles" (Teenage Mutant Hero Turtles na Europa) é um jogo de ação e plataforma de 1989 desenvolvido e publicado pela Konami para o Nintendo Entertainment System.  Na América do Norte, foi publicado sob o selo Ultra Games da Konami nos EUA e a marca equivalente PALCOM na Europa e na Austrália.

## Jogo
O jogo se divide em 6 fases ambientadas em Nova Iorque nos Estado Unidos. Em cada uma delas, há uma missão diferente:
- Fase 1 - Quinta Avenida: April O'Neil foi sequestrada pelo Clã do Pé a mando do terrível Destruidor, e as Tartarugas devem salvá-la, enfrentando Bebop e Rocksteady.

- Fase 2 - Rio Hudson: O Clã do Pé instalou 8 bombas numa represa e as Tartarugas precisam desarmá-las antes que explodam e inundem a cidade. Para isso, as Tartarugas precisam nadar no lago e concluir a missão em 2:20 minutos, antes que fiquem sem ar.

- Fase 3 - Wall Street: Pilotando seu super-equipado furgão, as Tartarugas devem procurar o Mestre Splinter, que foi sequestrado pelo Destruidor.

- Fase 4 - Aeroporto Internacional: Após libertar Splinter, as Tartarugas precisam se infiltrar no Aeroporto Internacional para embarcar em seu dirigível e invadir a base secreta do Destruidor.

- Fase 5 - Base do Destruidor: Na calada na noite, as Tartarugas procuram a passagem que leva ao Tecnódromo. O local exato da passagem muda a cada partida.

- Fase 6 - Tecnódromo: o local do confronto final com o Destruidor.

O jogador tem quatro vidas para cumprir a missão (que representam cada uma das Tartarugas). Se todas as Tartarugas forem capturadas, o jogo acaba. Durante as fases, existem power-ups que podem ser coletados, bem como pedaços de pizza para repor a energia perdida. As Tartarugas podem ser alternadas conforme o desejo do jogador, apertando a tecla Start.
Durante a tela de pausa, está disponível também um mapa para cada fase, menos a última.

## Versões
Além do NES, o jogo teve versões para outros sistemas como Amiga, Amstrad CPC, Atari ST, Commodore 64, MS-DOS, MSX, ZX Spectrum, PlayChoice-10. A versão para MS-DOS lançada nos EUA é notória por ser "não-zerável", tendo em vista que, devido a uma falha de design, há um pulo que não pode ser executado.. A única forma é através de cheat code. A versão europeia não tem essa falha.